# 松雲寺

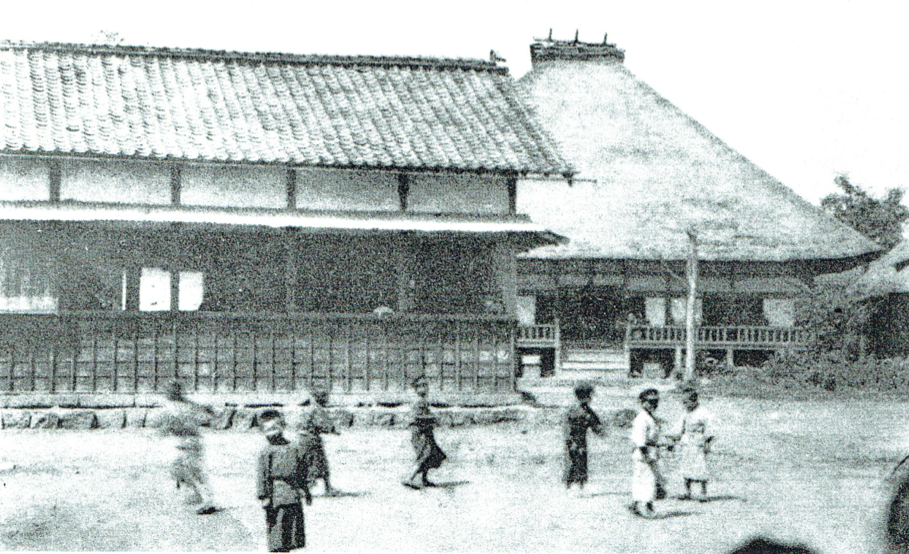
庭で遊ぶ中田尋常小学校の児童ら（明治末頃）

松雲寺（しょううんじ）は、山梨県韮崎市中田町中條に所在する寺院。曹洞宗寺院で山号は冨栄山（ふえいさん）、本尊は聖観音菩薩。塩川筋霊場の二十八番。中田町中條の昌福寺を末寺とする。

## 歴史
天正9年(1581年)2月、賢能和尚によって創立された。徳川家四奉行連署寺領寄進状控えには、慶長8年(1603年)3月朔日付けで合二石四斗九升を寄進されており、名刹を偲ばせる。
『甲斐の山城と館』によれば、境内一帯に松雲寺塁が築かれていたとされる。天正10年（1582年）6月は本能寺の変により甲斐・信濃の武田遺領を巡る「天正壬午の乱」が発生し、三河国の徳川家康は韮崎市中田町中條の新府城を本陣に七里岩台上の城砦に分布し、若神子城に本陣を置く後北条氏と対峙した。松雲寺塁は小田川沿いの逸見路に立地し、一帯の水上氏屋敷も徳川方が布陣したと見られている。
1873年（明治6年）7月、松雲寺を仮校舎として中田尋常小学校が発足する。1889年（明治22年）に校舎が落成する。1908年（明治41年）には230坪の運動場が新設された。本堂の中心には教員室があり、南側の日当りのよいところから一年二年三年と並び、高学年になると本堂西南にある新校舎に移ったという。周囲にポプラや桐の植えられた運動場を有していた。その後、1932年（昭和7年）に現在の校舎が新築されるまで、この地の学校教育の中心であった。
明治五年の資料によれば、阿弥陀堂を所有していたことがわかる。

## ギャラリー

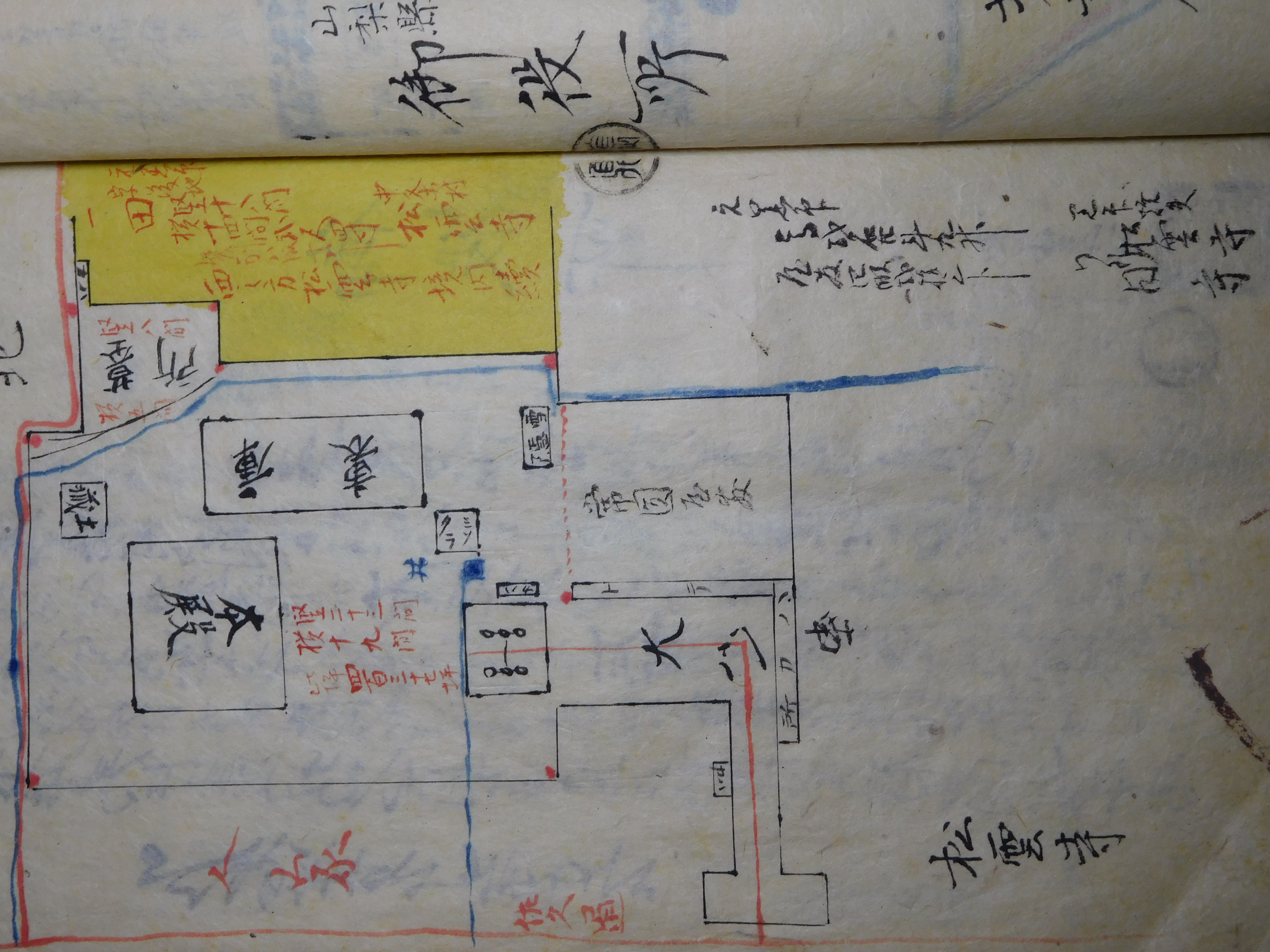
松雲寺の地図
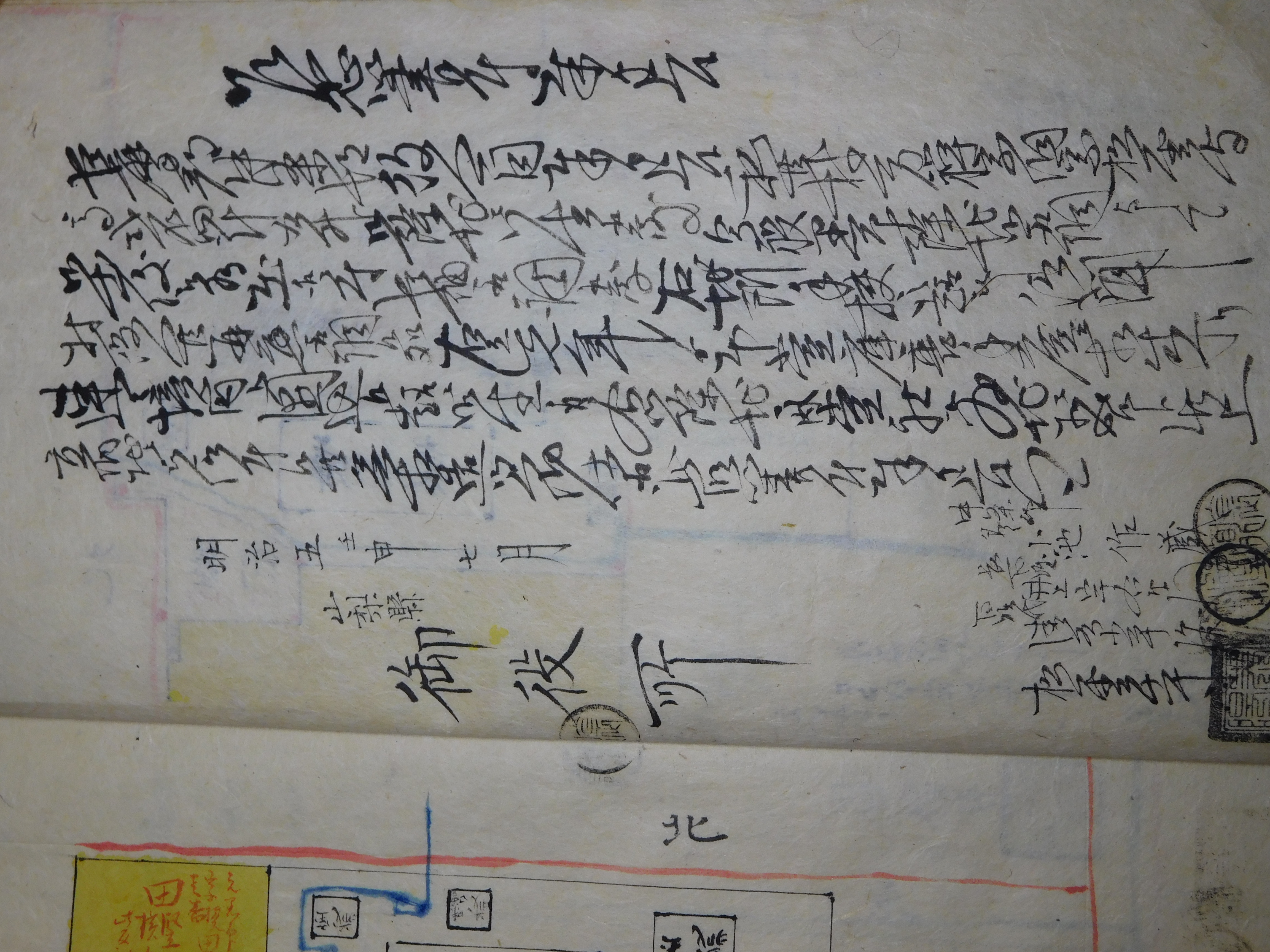
松雲寺の説明らしきもの
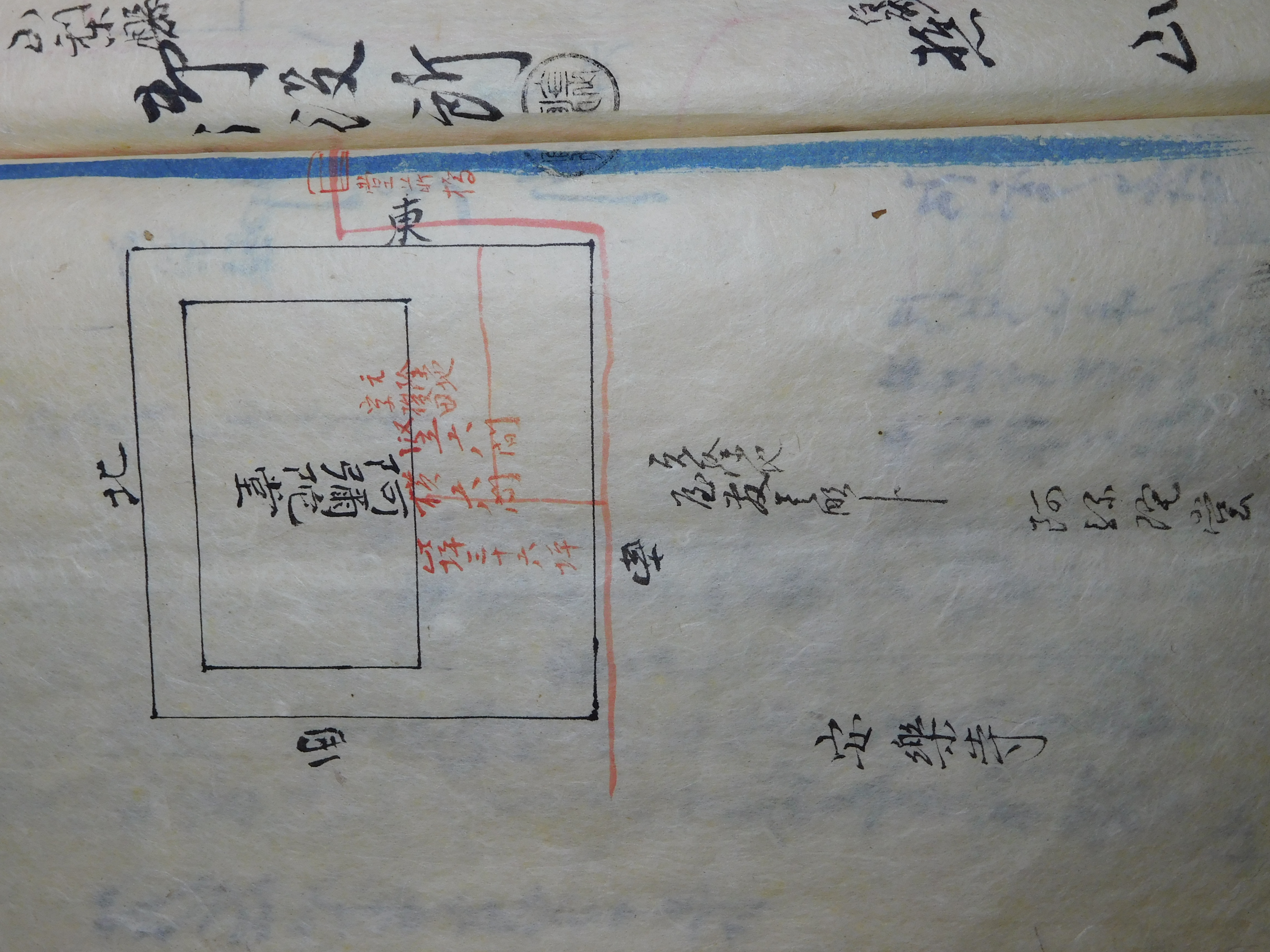
阿弥陀堂地図（明治末頃）
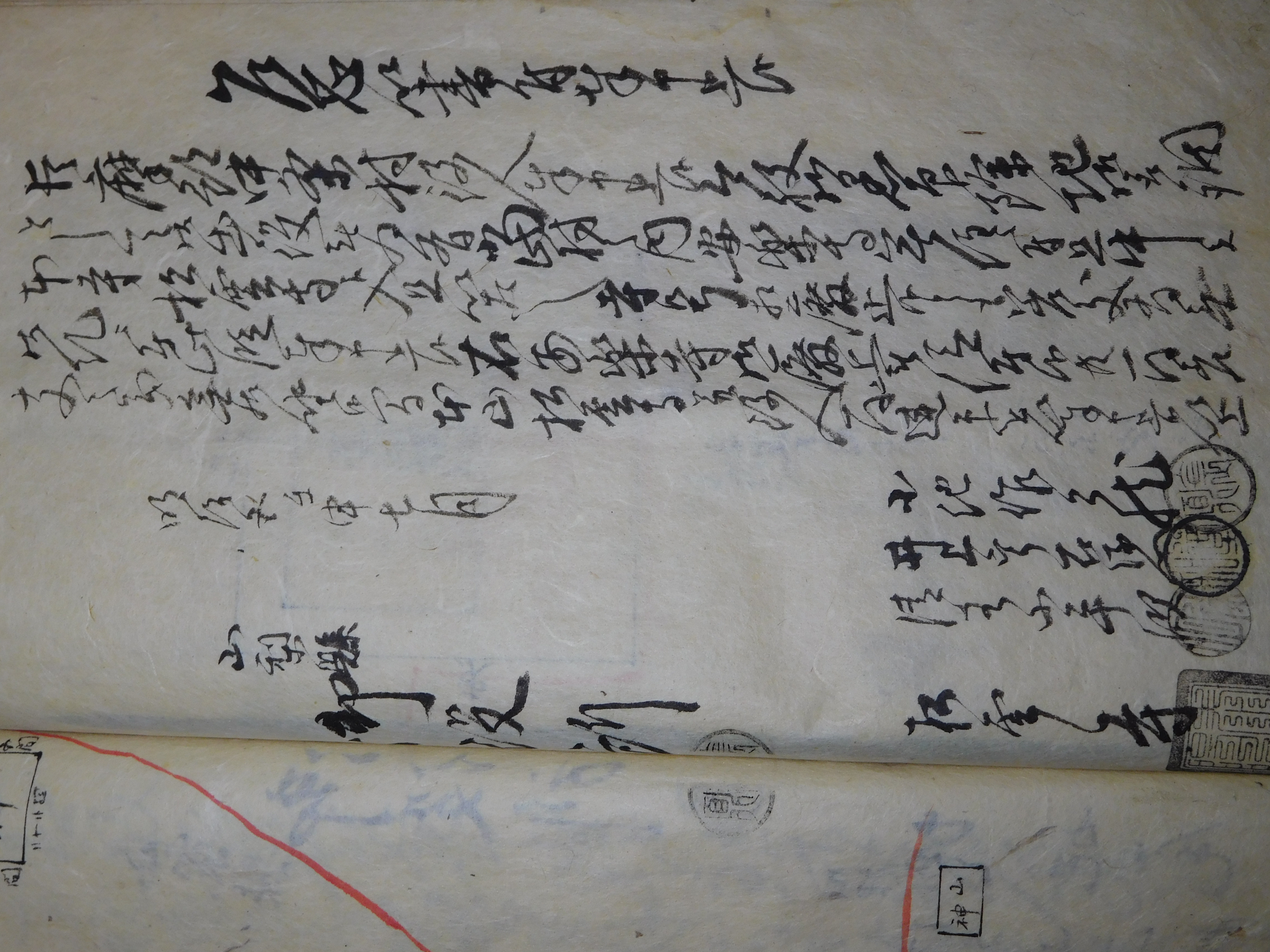
阿弥陀堂の説明らしきもの（明治末頃）
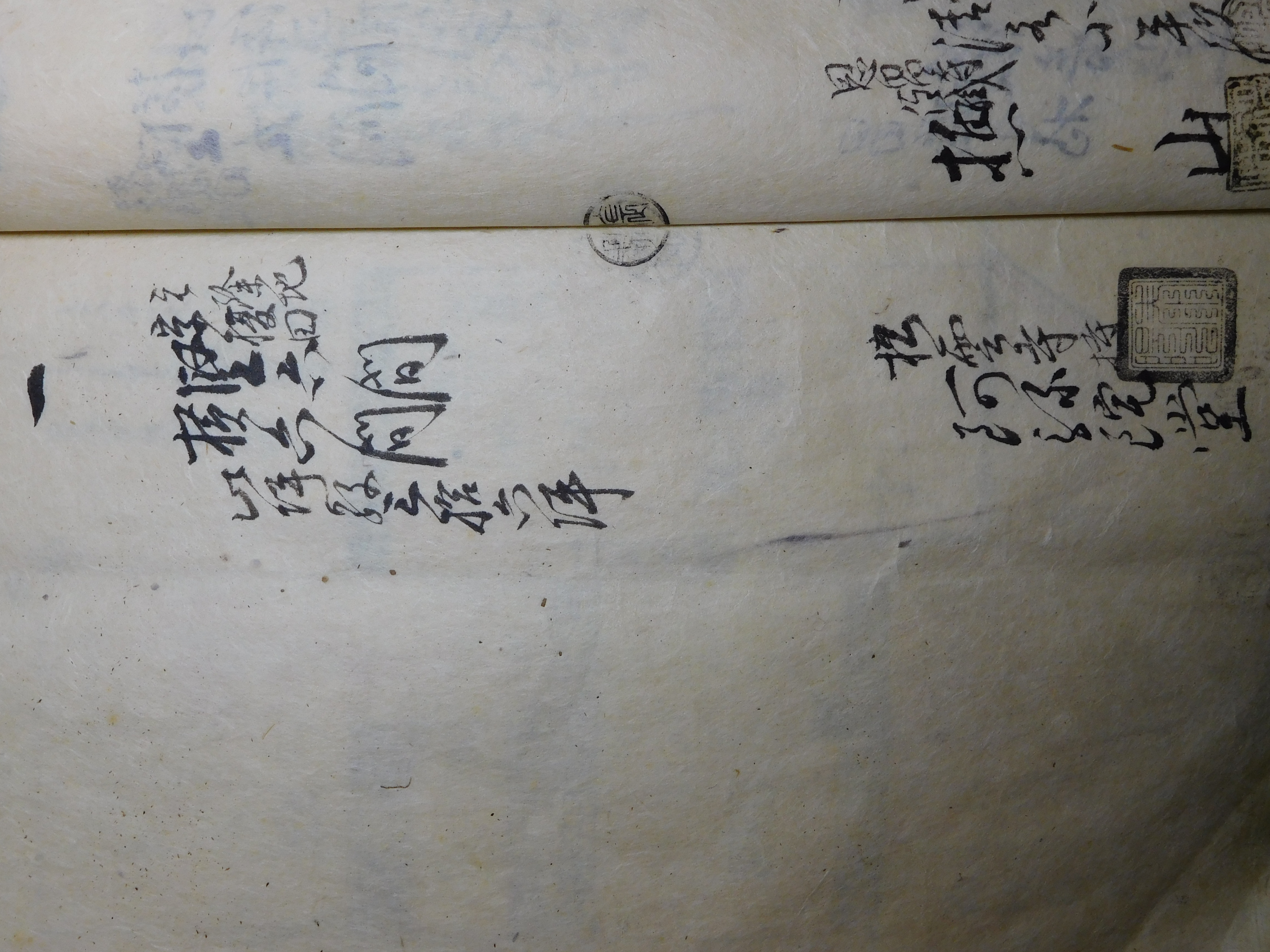
阿弥陀堂が松雲寺の所有であると書かれている